# Altaneira
Altaneira é um município brasileiro do estado do Ceará, na Microrregião de Caririaçu, mesorregião do Sul Cearense, criado pela lei 4.396. O Instituto Brasileiro de Geografia e Estatística em 2022 registrou a sua população em 6.782 habitantes.

## Etimologia
Este município tem o nome de Altaneira, porém sua denominação original era Santa Tereza. Também é conhecido como Cidade Alta.

## História
Localizado no território da nação indígenas dos Cariris, por volta de 1870, chegaram os primeiros habitantes não-indígenas, criando assim um pequeno povoado. O lugar ganhou o nome de Vila de Santa Teresa e a lagoa posteriormente, passou a ser chamada de Lagoa de Santa Teresa.
Em 1937 deram início a construção de uma capela a qual seria utilizada pela população do distrito para suas rezas e orações a qual foi dada como Santa Protetora, Santa Teresa d'Ávila, hoje padroeira do município. Neste mesmo período foi realizado a primeira missa campal.
A primeira festa da padroeira aconteceu no dia 15 de outubro do mesmo ano com a organização do Pe. Agamenon Coelho.
Em 18 de Dezembro de 1958, – Marco na História de Altaneira. Idealizado sua Emancipação pelo Cel Manoel Pinheiro de Almeida, que foi morto nos festejos de emancipação da Vila de Santa Tereza. Após dois anos da Lei Nº 3382, surge a Lei de Nº 4396, que torna livre a área territorial do Distrito, possibilitando e passando a ser Município desmembrando do município de Farias Brito, ganhando o nome sugerido pelo Pe. David Augusto Moreira de Altaneira.

## Geografia

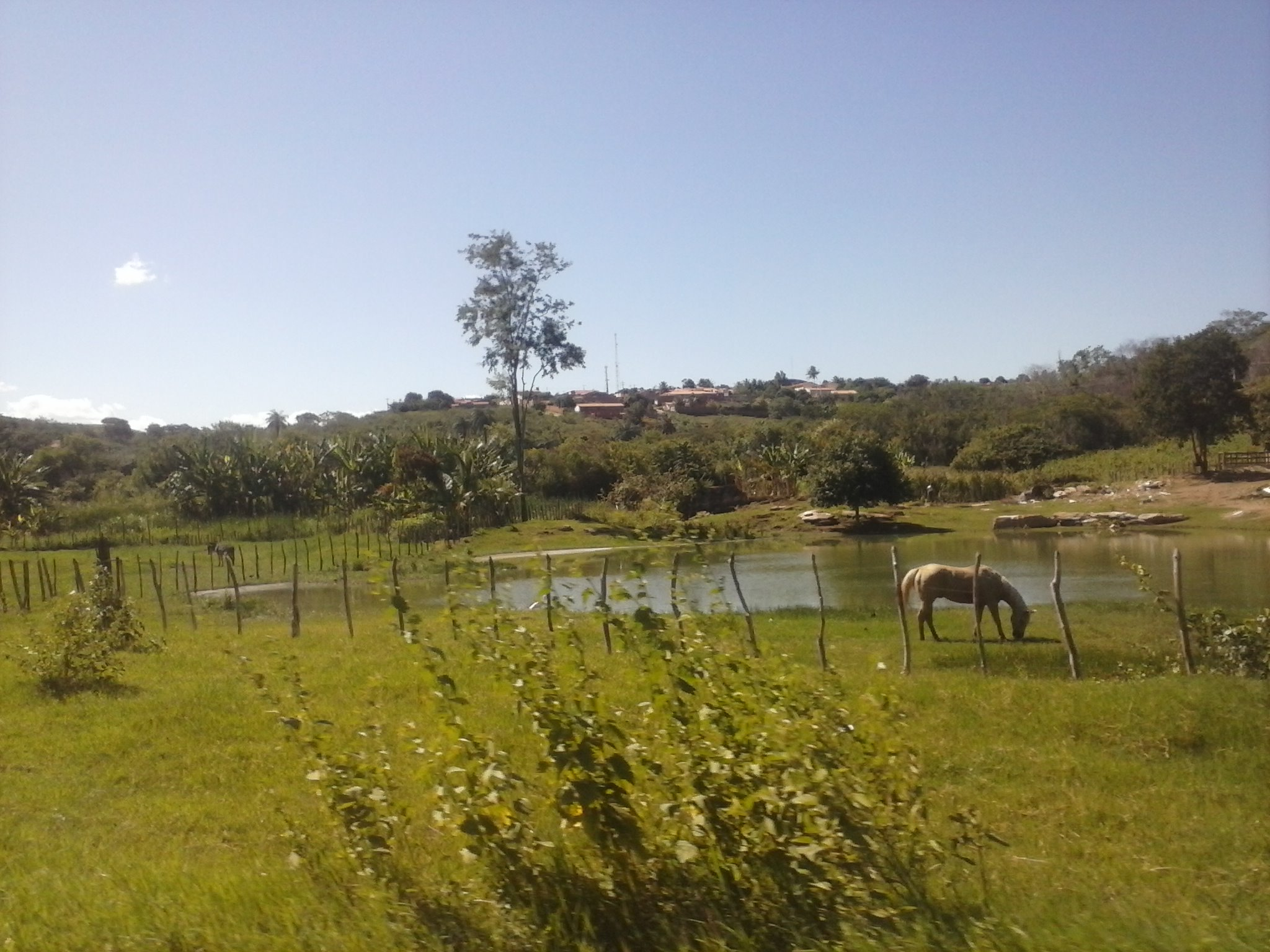
Área rural nos arredores da sede do município

### Clima
Tropical quente semiárido com pluviometria média de 974 mm com chuvas concentradas de janeiro á abril.

### Hidrografia e recursos hídricos
As principais fontes de água são a Fonte de São Romão, os riachos do Felipe e Romão, mas a maior parte do abastecimento de água vem do açude pajéu.

### Relevo e solos
As principais elevações são as Serras do Quincuncá.

### Vegetação
Floresta caducifólia espinhosa (caatinga arbórea).

### Subdivisão
O município tem dois distritos:  Altaneira (sede) e São Romão.

## Economia
Agricultura: algodão arbóreo e herbáceo, banana, mandioca, milho e feijão.
- Pecuária: bovinos, suínos e avícola.
- Indústria: uma indústria, de produtos minerais não metálicos.

## Cultura
Os principais eventos culturais são:
- Fevereiro – Blocos Carnavalescos. Destaque o Bloco das Virgens. Homens vestidos de mulheres.
- Março – Apresentação dos Caretas – Pessoas que se fantasiam de roupa e mascara, saem pedindo donativos para uma festa onde existe um Judas feito de pano e recheado de tecido e que com pode existir certa quantia em dinheiro no seu interior. Neste momento, várias pessoas buscam pegar o Judas, sendo que os mesmos levam chicotadas enquanto não sair do círculo dos caretas.
- Maio – Momento de Oração. Coroação de Nossa Senhora.
- Junho – Comemoração junina. Festival Intermunicipal de Quadrilhas Juninas.
- Agosto – Mês de descontração. Vaquejada de Altaneira.
- Setembro – Comemoração do dia 7. Desfile Estudantil e Gincana Cívica.
- Outubro – Festa da Padroeira Santa Teresa d'Ávila de 6 a 15.
- Dezembro – Festa do município do dia 16 a 18.

## Política
A administração municipal localiza-se na sede, Altaneira.